# 卡利尼夫卡 (波利西基區)
51°8′25″N 29°47′57″E / 51.14028°N 29.79917°E
卡利尼夫卡（烏克蘭語：Калинівка）是位於烏克蘭北部的村莊，由基辅州维什霍罗德区的克拉斯亞蒂奇市鎮負責管轄。該村始建於1900年，面積4平方公里，海拔高度130米，2001年人口107，人口密度每平方公里26.8人。